# Symfonie nr. 3 (Bruckner)
De Symfonie nr. 3 in d mineur is een compositie van de Oostenrijkse componist Anton Bruckner.

## Ontstaan
Bruckner begon vrijwel direct na voltooiing van de Tweede symfonie aan de volgende symfonie in de toonsoort d-klein. Die toonsoort koos hij vermoedelijk omdat hij ontevreden was over de Symfonie in d-klein uit 1869, die hij uiteindelijk zou annuleren en daarmee de bijnaam Die Nullte kreeg. Geen van de symfonieën van Bruckner kent zoveel versies als de derde. De eerste versie van 1873 werd door Bruckner aan Richard Wagner getoond, aan wie de symfonie opgedragen is en wiens muziek in deze versie werd geciteerd. In de tweede versie van 1876-1877 schrapte Bruckner deze citaten. In deze vorm kreeg deze symfonie zijn première op 12 december 1877. Die première werd een fiasco. Maar een onbedoeld neveneffect was dat zijn leerlingen, waaronder Gustav Mahler, de symfonie bewerkten tot voor vierhandig piano. En zo kwam het orkestwerk onder de aandacht van een uitgever. De Derde was Bruckners eerste symfonie die in druk verscheen.
Bruckner liet zich twaalf jaar later door zijn leerlingen overhalen om nog een derde keer deze symfonie te bewerken. Deze derde versie, die op 21 december 1890 in première ging, wordt beschouwd als de minste. De bewerking was onnodig en heeft schade aangebracht. De gedrukte uitgave is bovendien door derden "van correcties" voorzien.

## Delen
(2e versie)
1. Gemässigt, mehr bewegt, misterioso (in d)
2. Adagio, bewegt, quasi andante (in Es)
3. Scherzo: ziemlich schnell (in d)
4. Finale: Allegro (in d)

## Structuur

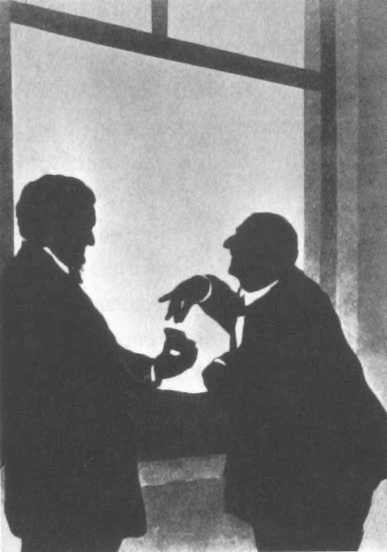
Wagner en Bruckner: snuifje in Bayreuth (Böhler)

- I Gemässigt, mehr bewegt, misterioso (in d)

Bij een lang aangehouden orgelpunt en ruisende figuren van de strijkers zet de trompet (Mässig bewegt) in de 4e maat het hoofdthema in, gekarakteriseerd door octaaf- en kwintsprongen. Dit wordt lyrischer door de hoorn overgenomen en uitgesponnen. Na een groot crescendo/decrescendo wordt het eerste thema herhaald. Het tweede thema van de hoorn heeft door de begeleidingsfiguur in de alten een pastoraal karakter. De expositie sluit af met een koraal in de trompet.
- II Adagio, bewegt, quasi andante (in Es)

Höweler associeert de verstilde opening met Beethoven; wat onbestemd eindigt (wat door hem geassocieerd wordt met Tristan en Isolde) voor het tweede thema begint. Er is een formele 5-delige heldere opbouw van het stuk. Als middendeel een kort verstild misterioso. Waarna via het tweede thema het stuk weer bij het eerste thema terechtkomt wat de trombones en trompetten naar een machtig crescendo in C leidt voor dit deel tot een rustig einde komt.
- III Scherzo: ziemlich schnell (in d)

Na een aarzelend begin komt een boers dansfeest op gang.Korte rustiger ländlerepisode met pizzicato bassen als middendeel.
- IV Finale: Allegro (in d)

Korte onrustige inleiding van snelle noten met dalende octaven in de trombone (volgens Höweler Wagnercitaat: toornmotief Wotan uit de Ring). Hierna een zeer bijzonder dubbelthema: een koraal in de hoornen en trompetten en een dansmelodie in de violen. Bruckner heeft dit toegelicht: "Kijk, hier in huis is een groot bal, maar daar ligt de meester (een vriend van Bruckner) op de baar! Zo is het in het leven, en dat heb ik in de finale van mijn derde symfonie willen schilderen". In dit deel overigens nogal wat veranderingen bij de diverse revisies. Het deel eindigt met een magistraal georkestreerd en weer door de trompet voorgedragen eerste thema uit het eerste deel.

## Opdracht

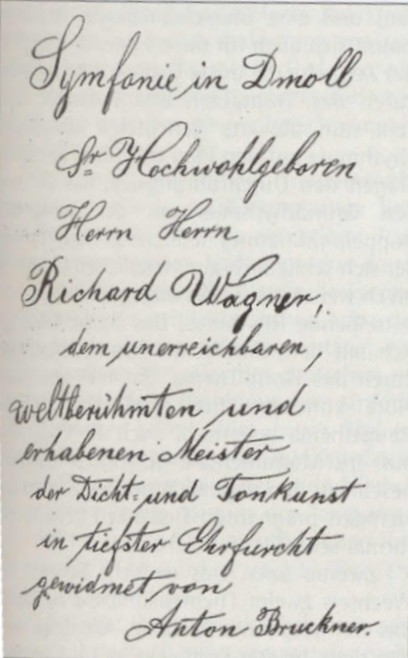
Bruckners opdracht aan Wagner op het titelblad

Een door Bruckner zelf bevestigd verhaal is hoe hij met de partituur van de tweede en derde symfonie in 1873 in Bayreuth belet vroeg bij Wagner, die na enig aandringen bereid bleek de muziek in te zien. Wagner was te druk met de bemoeienissen rondom de bouw van het Festspielhaus, dus Bruckner zou eind van de dag terug moeten komen. Dan zou de meester tijd hebben om de partituren in te zien. Bruckner doodde de tijd met een rondwandeling in de stad, bekeek de bouw van het Festspielhaus en dronk bier. Daarna meldde hij zich wederom bij Wagner thuis. Eén partituur beviel Wagner en daarvan aanvaardde hij welwillend dat Bruckner deze symfonie aan hem opdroeg. Wat daarna volgde was - ondanks protesten van Bruckner - vooral veel bier. De volgende dag had Bruckner een kater. Hij wist zich niet meer te herinneren welke van de beide partituren uitverkoren was. Hij ging terug en hoorde via een briefje / via de huishoudster "die met de trompet". En zo werd de derde symfonie (overigens vol Wagnercitaten) opgedragen aan Wagner. Zie ook de opdracht die Bruckner op de titelpagina schreef op bijgaande afbeelding.

## Betekenis
De première onder leiding van Bruckner zelf in 1877 was een fiasco. Nog tijdens de muziek verliet vrijwel het gehele publiek de zaal, evenals enige musici. Gustav Mahler en wat medestudenten waren een van de weinigen, die de symfonie wel mooi vonden. Mahler maakte ook een pianotransciptie bewerking. Als dank kreeg Mahler de eerste drie delen van de handgeschreven autograaf. Tot de dood van Alma Mahler in 1964 bleef die autograaf in het bezit van de weduwe Mahler. De verrommelde derde versie bezorgde Bruckner eindelijk succes vanaf 1890. In moderne uitvoeringen is de 2e versie uit 1877 favoriet. Maar ook de ‘Originalfassung’ van 1873 wordt steeds vaker gespeeld.
Symfonie in f · Symfonie nr. 1 · Symfonie in d · Symfonie nr. 2 · Symfonie nr. 3 · Symfonie nr. 4 'Romantische' · Symfonie nr. 5 · Symfonie nr. 6 · Symfonie nr. 7 · Symfonie nr. 8 · Symfonie nr. 9